# 李庭豐
李庭豐（英語：Jay Li Ting-fung，1982年—），香港民主派人士，民協副主席，前任香港深水埗區議會南昌南選區議員。

## 政治生涯
2015年李庭豐參選九龍城啟德北選區，但不敵梁婉婷。
2019年11月24日，李庭豐再次參與區議會選舉，在深水埗南昌南選區參選。結果以2,334票，擊敗僅得1,734票，爭取連任的港九勞工社團聯會李詠民，成功當選區議員。

## 外部連結
李庭豐的Facebook專頁
| 議會席位      | 議會席位                                    | 議會席位 |
| ------------- | ------------------------------------------- | -------- |
| 前任： 李詠民 | 深水埗區議會 南昌南選區區議員 2020年1月1日— | 現任     |
| 政黨職務      |                                             |          |
| 前任： 何啟明 | 民協副主席 2022年－                         | 現任     |